# Radosław Michalski
Radosław Michalski (ur. 21 września 1969 w Gdańsku) – polski piłkarz występujący na pozycji pomocnika, w latach 1993–2000 reprezentant kraju (dwukrotnie jej kapitan), następnie przez półtora roku dyrektor sportowy Lechii Gdańsk (od grudnia 2007 do czerwca 2009) i prezes Pomorskiego Związku Piłki Nożnej (od sierpnia 2012).

## Życiorys
Wychowanek Stoczniowca Gdańsk. Przed sezonem 1992/1993 przeszedł do Legii Warszawa, sponsorowanej przez Janusza Romanowskiego. W tym klubie odniósł swe pierwsze sukcesy: Mistrzostwo Polski (1994 i 1995), Puchar Polski (1994 i 1995) oraz Superpuchar Polski 1994, a także zadebiutował w reprezentacji narodowej i wystąpił w Lidze Mistrzów (ćwierćfinał w sezonie 1995/1996). Po utracie przez Legię ligowego prymatu w sezonie 1995/1996, w czerwcu 1996 – wraz z Maciejem Szczęsnym – przeniósł się do nowego mistrza kraju – Widzewa Łódź. Dzięki temu mógł ponownie zagrać w Lidze Mistrzów (w sezonie 1996/1997). Na skutek problemów finansowych Widzewa, w 2000 przeszedł do Maccabi Hajfa, z którym wywalczył mistrzostwo Izraela. Po roku został przez trenera Janusza Wójcika sprowadzony do Anorthosisu Famagusta. W 2004 na jeden sezon wrócił do Widzewa, a karierę zakończył w Apollonie Limassol, z którym zdobył mistrzostwo Cypru (łącznie ma więc w kolekcji tryumfy w najwyższych klasach rozgrywkowych trzech państw).
W polskiej ekstraklasie rozegrał łącznie 201 meczów, zdobywając w nich 30 goli.
25 sierpnia 2012 został wybrany na stanowisko prezesa Pomorskiego Związku Piłki Nożnej, pokonując stosunkiem głosów 43:38 sprawującego tę funkcję od grudnia 2008 Andrzeja Szczepańskiego.

## Kariera reprezentacyjna
| l.p. | Data                 | Miejsce    | Przeciwnik    | Rezultat | Rozgrywki       | Grał   | Uwagi        |
| ---- | -------------------- | ---------- | ------------- | -------- | --------------- | ------ | ------------ |
| 1.   | 27 października 1993 | Stambuł    | Turcja        | 1-2      | elim. MŚ 1994   | 90'    |              |
| 2.   | 17 listopada 1993    | Poznań     | Holandia      | 1-3      | elim. MŚ 1994   | 90'    |              |
| 3.   | 27 marca 1996        | Łódź       | Słowenia      | 0-0      | towarzyski      | 90'    |              |
| 4.   | 1 maja 1996          | Mielec     | Białoruś      | 1-1      | towarzyski      | do 46' |              |
| 5.   | 2 czerwca 1996       | Moskwa     | Rosja         | 0-2      | towarzyski      | 90'    |              |
| 6.   | 4 września 1996      | Zabrze     | Niemcy        | 0-2      | towarzyski      | 90'    |              |
| 7.   | 9 października 1996  | Londyn     | Anglia        | 1-2      | elim. MŚ 1998   | 90'    |              |
| 8.   | 10 listopada 1996    | Katowice   | Mołdawia      | 2-1      | elim. MŚ 1998   | 90'    |              |
| 9.   | 22 maja 1997         | Solna      | Szwecja       | 2-2      | towarzyski      | do 46' |              |
| 10.  | 14 czerwca 1997      | Katowice   | Gruzja        | 4-1      | elim. MŚ 1998   | 90'    | kpt.         |
| 11.  | 6 września 1997      | Warszawa   | Węgry         | 1-0      | towarzyski      | do 46' |              |
| 12.  | 7 października 1997  | Kiszyniów  | Mołdawia      | 3-0      | elim. MŚ 1998   | do 72' |              |
| 13.  | 8 lutego 1998        | Asunción   | Paragwaj      | 0-4      | towarzyski      | 90'    |              |
| 14.  | 15 lipca 1998        | Kijów      | Ukraina       | 2-1      | towarzyski      | od 46' |              |
| 15.  | 6 września 1998      | Burgas     | Bułgaria      | 3-0      | elim. Euro 2000 | od 78' |              |
| 16.  | 10 listopada 1998    | Bratysława | Słowacja      | 3-1      | towarzyski      | 90'    |              |
| 17.  | 3 lutego 1999        | Ta’ Qali   | Malta         | 1-0      | towarzyski      | do 46' |              |
| 18.  | 10 lutego 1999       | Ta’ Qali   | Finlandia     | 1-1      | towarzyski      | od 46' |              |
| 19.  | 3 marca 1999         | Warszawa   | Armenia       | 1-0      | towarzyski      | do 68' |              |
| 20.  | 31 marca 1999        | Chorzów    | Szwecja       | 0-1      | elim. Euro 2000 | do 89' | Żółta kartka |
| 21.  | 28 kwietnia 1999     | Warszawa   | Czechy        | 2-1      | towarzyski      | 90'    |              |
| 22.  | 4 czerwca 1999       | Warszawa   | Bułgaria      | 2-0      | elim. Euro 2000 | 90'    |              |
| 23.  | 9 czerwca 1999       | Luksemburg | Luksemburg    | 3-2      | elim. Euro 2000 | 90'    |              |
| 24.  | 19 czerwca 1999      | Bangkok    | Nowa Zelandia | 0-0      | towarzyski      | 90'    | kpt.         |
| 25.  | 8 września 1999      | Warszawa   | Anglia        | 0-0      | elim. Euro 2000 | 90'    |              |
| 26.  | 9 października 1999  | Solna      | Szwecja       | 0-2      | elim. Euro 2000 | 90'    |              |
| 27.  | 26 stycznia 2000     | Kartagena  | Hiszpania     | 0-3      | towarzyski      | 90'    |              |
| 28.  | 26 kwietnia 2000     | Poznań     | Finlandia     | 0-0      | towarzyski      | do 46' |              |

## Sukcesy
- dwukrotne Mistrzostwo Polski w barwach Legii (1993/1994, 1994/1995)
- dwukrotny zdobywca Pucharu Polski z Legią
- Mistrzostwo Polski zdobyte z Widzewem (1996/1997)
- Mistrz Izraela w barwach Maccabi Hajfa (2000/2001)
- dwukrotny zdobywca Pucharu ligi cypryjskiej z drużyną Anorthosis Famagusta (2001/2002, 2002/2003)
- Mistrzostwo ligi cypryjskiej (2005/2006) z Apollonem Limassol